# Norderfriedrichskoog
Norderfriedrichskoog (dänisch Nørre Frederiks Kog) ist eine Gemeinde an der Westküste Schleswig-Holsteins im Kreis Nordfriesland.

## Geografie

### Lage und Gliederung
Das Gemeindegebiet von Norderfriedrichskoog erstreckt sich im Norden des Naturraums Eiderstedter Marsch auf der Halbinsel Eiderstedt südlich vom Wattenmeertief der Hever im Nordfriesischen Wattenmeer. Es umfasst die Ländereien des Koogs gleichen Namens, der 1696 eingedeicht wurde, und dem östlichen Bereich vom Jordtflether Koog, der ab 1906/07 als Sophien-Sommerkoog eingedeicht und 1970 vollendet wurde.
Siedlungsgeographisch umfasst das Gemeindegebiet einzig die Streusiedlung gleichen Namens.

### Nachbargemeinden
Direkt angrenzende Gemeindegebiete von Norderfriedrichskoog sind (im Uhrzeigersinn von Ost nach West):
Uelvesbüll–Oldenswort–Tetenbüll

### Geologie
Das Gemeindegebiet ist ein Teil des Naturraums Eiderstedter Marsch. Der Boden besteht aus marinen Ablagerungen (überwiegend Marsch, kalkig bis schwach kalkig, stw. unterlagert von Sand mit den Korngrößen Schluff bis Ton).

## Geschichte
Der Koog wurde im Jahr 1696 unter dem Geheimen Ratspräsidenten Magnus von Wedderkop eingedeicht und nach Friedrich IV., dem damaligen König von Dänemark und Herzog von Schleswig und Holstein benannt. 1906 wurde das neu entstandene Vorland durch einen Sommerdeich befestigt, der 1969 weiter ausgebaut wurde.
Durch die Gemeinde Norderfriedrichskoog wurde lange Zeit keine Gewerbesteuer erhoben. Aufgrund dieser Entwicklung als deutschlandweit einmaliger Steueroase siedelten sich seit den 1990er Jahren immer mehr Unternehmen an. Unter anderem Tochterunternehmen von Deutscher Bank, E.ON, Commerzbank, Lufthansa, Siemens und Lidl unterhalten oder unterhielten ihren Sitz in der Gemeinde. Seit dem Jahr 2004 wurde in § 16 Abs. 4 Satz 2 GewStG festgesetzt, dass der Hebesatz mindestens 200 % betragen müsse, sodass sich viele Unternehmen mittlerweile wieder zurückgezogen haben. Aufgrund einer Deckungslücke von 8 Millionen Euro im gemeindlichen Haushalt 2013 wurde über eine Erhöhung des Hebesatzes auf bis zu 400 % diskutiert. Letztlich entschied sich die Gemeinde jedoch, den Hebesatz vorerst bei 200 % zu belassen. Im Jahr 2018 lag der Gewerbesteuerhebesatz bei 336 %.

## Politik

### Gemeindevertretung
Mit weniger als 70 Einwohnern hat die Gemeinde laut § 54 der schleswig-holsteinischen Gemeindeordnung keine Gemeindevertretung, sondern eine Gemeindeversammlung, an der alle wahlberechtigten Einwohner teilnehmen können.

### Bürgermeister
Für die Wahlperiode 2013–2018 wurde Jann-Henning Dircks erneut zum Bürgermeister gewählt. Es ist seine dritte Amtszeit.

## Verkehr
Durch den unbesiedelteten Jordtflether Koog führt in Ost-West-Richtung längs der Außendeichslinie die Trasse der schleswig-holsteinische Landesstraße 310. Sie zweigt an der Gemeindegrenze von Uelvesbüll und Witzwort von der Landesstraße 31 ab und führt bis zum Anschluss an der Landesstraße 34 im Norderheverkoog. Die L 31 führt in nördlicher Richtung den Verkehr zur Bundesstraße 5 bei Husum, die L 31 in südlicher Richtung zur Bundesstraße 202 in Garding.
Die im Norderfriedrichskoog gelegenen Siedlungsplätze werden über Gemeindestraßen aus dem vorgenannten Koog und die ebenfalls in Ost-West-Richtung durch den genannten Koog führende Koogstraat zwischen Kaltenhörn und Barneckermoor erschlossen.